# Harpagonellus
Harpagonellus is een geslacht van hooiwagens uit de familie Epedanidae.
De wetenschappelijke naam Harpagonellus is voor het eerst geldig gepubliceerd door Roewer in 1927. 

## Soorten
Harpagonellus is monotypisch en omvat slechts de volgende soort:
- Harpagonellus glaber